# Die Ungetreue
Die Ungetreue (Originaltitel Unfaithfully Yours) ist eine US-amerikanische Screwball-Komödie aus dem Jahr 1948 unter Regie von Preston Sturges, der auch als Drehbuchautor und Produzent fungierte. Die für damalige Hollywood-Verhältnisse eher düstere Komödie, der Mordfantasien eines von Rex Harrison gespielten Ehemannes enthält, wird heute rückblickend von vielen Kritikern als ein letzter Höhepunkt in dem Schaffen von Sturges betrachtet.

## Handlung
Sir Alfred de Carter ist ein weltbekannter Dirigent, der nach einer Reise in sein Heimatland England in die Vereinigten Staaten zurückkehrt. Hier muss er erfahren, dass sein Schwager, der spießige Geschäftsmann August Henshler, einen beiläufigen Kommentar von Alfred fehlinterpretiert hat: Statt nur nach Alfreds jüngerer Frau Daphne während dessen Abwesenheit zu schauen, hatte August stattdessen einen Privatdetektiv engagiert, um sie zu beschatten. Alfred ist über seinen Schwager empört und vernichtet den Bericht des Privatdetektivs, doch schließlich keimen auch bei ihm Zweifel an der Treue seiner Frau auf. Er besucht daraufhin den Privatdetektiv Sweeney, der ihm Bericht erstattet: Während Alfreds Abwesenheit wurde seine Frau dabei beobachtet, wie sie spätabends den Raum von Alfreds jungem, gutaussehenden Sekretär Anthony Windborn betrat. Hier sei sie ganze 38 Minuten geblieben.
Daphne und Alfred hatten bisher eine sehr glückliche wie intensive Ehe geführt, weshalb Alfred beinahe den Verstand verliert. Am Abend dirigiert er in erregten Gefühlswallungen sein Konzert. Er spielt drei Stücke klassischer Musik, während der er drei Szenarios entwirft, wie er mit der für ihn feststehenden Untreue seiner Frau umgehen soll: Im ersten Szenario entwirft er zu Gioachino Rossinis Semiramide ein „perfektes Verbrechen“, in dem er seine Frau ersticht und Anthony mithilfe verschiedener Hilfsmittel und komplexer Gedankengänge die Schuld in die Schuhe schiebt. Als zweite Möglichkeit, begleitet von Richard Wagners Tannhäuser, akzeptiert er die Situation, erklärt, dass Jugend zu Jugend gehöre, und stellt Daphne mit besten Wünschen für ihre Zukunft einen hohen Scheck aus. In der dritten Variante zu Pjotr Tschaikowskis Francesca da Rimini lädt er das angebliche Liebespaar Daphne und Anthony zu einer Runde Russisch Roulette ein, bei der er ums Leben kommt. In diesen Gedanken spielt Alfred das Konzert und erhält anschließend herausragende Kritiken für seine gefühlvolle Orchesterleitung.
Nach dem Konzert versucht Alfred, die im Kopf durchgeplante Mordfantasie an seiner Frau zu realisieren. Allerdings stellt sich deren Umsetzung durch die Tücken des Alltags als deutlich schwieriger heraus, schon bei den Vorbereitungen für seinen Mordplan verwüstet er die gesamte Wohnung. Daphne unterbricht ihn bei seinen Mordplänen, als sie nach Hause zurückkehrt, und er versucht es mit den beiden anderen Plänen. Schlussendlich merkt er allerdings, dass seine Frau ihn liebt, und seine Verdächtigungen unbegründet sind: Daphne war zu Windborns Raum gegangen, da sie ihre Schwester Barbara, die frustrierte Ehefrau von August, dort in einer Affäre vermutete. Als sie Sweeney den Raum beobachten sah, blieb sie dort länger, bis dieser weg zu sein schien, um keinen falschen Verdacht zu erwecken. Alfred bittet Daphne um eine Entschuldigung, die diese annimmt und sein Verhalten dem kreativen Temperament eines großen Künstlers zuschreibt.

## Kritiken
Bosley Crowther freute sich in der New York Times vom 6. November 1948, dass Preston Sturges nach vier Jahren endlich wieder einen Film herausbringe (Crowther verweist irrtümlich auf Heil dem siegreichen Helden (1944), aber Sturges’ Flop Verrückter Mittwoch war 1947 auch nur in wenige US-Kinos gekommen). Unfaithfully Yours sei eine „sardonische Slapstick-Komödie“, wie sie nur Sturges machen könne, was sich etwa in den „fantastischen Komplexitäten“ und dem Ablehnen jeglicher Heldenverehrung – wie etwa von gefeierten Musikern – zeige. Rex Harrison sei „erfreulich unterhaltsam“ in seiner Darstellung des erfolgreichen Dirigenten, der sich mit den Banalitäten des Alltags herumschlagen muss. Auch die weiteren Darsteller seien passend in ihren Rollen. Für Crowther ist der Film vielleicht nicht ganz Sturges in Höchstform, aber „heitere Unterhaltung, das Werk eines agilen, erwachsenen Kopfes“.
Der Filmdienst schreibt: „Ein unterhaltsames, brillant dargestelltes ironisches Lustspiel - auch wenn die Verflechtung von Farce und Melodram nicht immer restlos gelingt.“
Pauline Kael nannte Unfaithfully Yours eine der „raffiniertesten Komödien, die je gemacht wurden“. In dem Film gebe es „so viele großartige Zeilen und Situationen“, die Autoren und Regisseure in den folgenden Jahrzehnten wiederverwendet hätten, aber niemand sei der Wildheit der besten Komödien von Preston Sturges nahegekommen.

## Neuverfilmung
1984 inszenierte Howard Zieff eine Neuverfilmung mit Dudley Moore und Nastassja Kinski in den Hauptrollen des Ehepaares. Dieser trägt auf Englisch ebenfalls den Titel Unfaithfully Yours, in Deutschland kam er unter dem Titel Bitte nicht heute nacht! in die Kinos.